# Bregnano
Bregnano (lombardul: Bregnan) település Olaszországban, Lombardia régióban, Como megyében. Lakosainak száma 6390 fő (2023. január 1.). Bregnano Cadorago, Cermenate, Lomazzo, Rovellasca és Lazzate községekkel határos.

## Népesség
A település népességének változása:
| Lakosok száma | 6472 | 6493 | 6390 |
|               | 2017 | 2018 | 2023 |